# Recha Freier

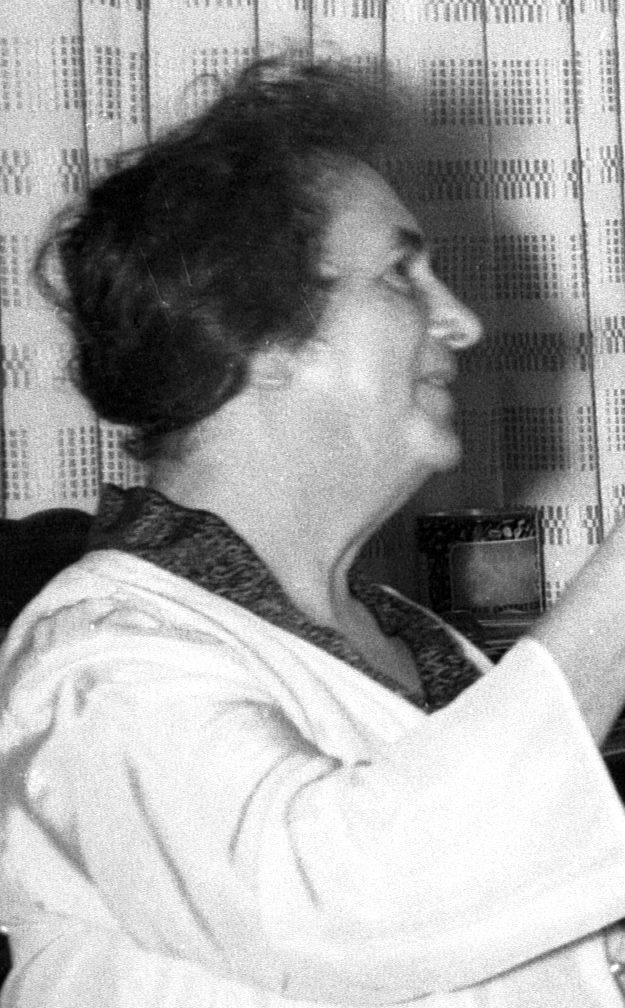
Recha Freier, 1964

Recha Freier (geboren: Schweitzer) (Norden, 29 oktober 1892 - Jeruzalem, 2 april 1984) was een Duits-Israëlisch schrijfster en librettist. Zij was de oprichtster van Jeugdalijah, een organisatie die erin slaagde vele joodse jongeren vanuit Duitsland te laten emigreren naar Palestina en zo te ontkomen aan de Holocaust. Voor haar bijdrage op het gebied van sociaal welzijn, gemeenschap en jeugd ontving ze in 1981 de Israël-prijs.

## Levensloop
Freier werd geboren in orthodox-joods gezin. Zij was de dochter van Menashe Schweitzer (1856-1929) en Bertha Levy (1862-1945), overleden in Theresienstadt). Haar vader was onderwijzer op een basisschool, terwijl haar moeder Frans en Engels doceerde. Het gezin was muzikaal en Freier leerde thuis pianospelen.
Als kind kreeg Freier al te maken met antisemitisme. Zo stond er in een park in haar geboorteplaats een bordje met “voor honden en Joden verboden”. In 1897 verhuisde het gezin naar Silezië, waar Freier aanvankelijk thuisonderwijs kreeg voordat ze naar het lyceum in Glogau ging. Daar werd ze door klasgenoten uitgelachen omdat ze op de sabbat weigerde te schrijven. Door deze ervaringen werd zij richting het zionisme gedreven. Freier rondde het gymnasium in Breslau af en ging vervolgens in dezelfde stad en in München filosofie studeren.
Freier trouwde in 1919 met de rabbijn Moshe Freier (1889-1969). Samen kregen ze drie zonen en een dochter. Het gezin woonde achtereenvolgens in Eschwege, Sofia en vanaf 1925 in Berlijn. In de Bulgaarse hoofdstad gaf Freier les op een Duitstalige middelbare school.

## Alijah-activiteiten voor jongeren
In 1932, een jaar vóór de machtsovername door de nazi's, werd Recha Freier door haar man gevraagd om vijf Joodse tienerjongens te helpen die vanwege hun Joodse achtergrond in Duitsland geen kans hadden op een opleiding en werk. Ze kreeg het idee om de jongens naar Palestina te sturen, waar ze in kibboetsen zouden worden opgeleid tot boer. Eind 1932 verliet de eerste groep jongeren Berlijn met behulp van door Freier ingezamelde fondsen. Dit was het begin van Jeugdalijah.
Freier werd geconfronteerd met tegenstand en problemen. Joodse organisaties en ouders stonden sceptisch tegenover het plan om kinderen alleen naar een ver land te sturen. In januari 1933 richtte Freier in Berlijn het Comité voor de Bijstand van Joodse Jeugd (Jeugdalijah) op. De nieuwe organisatie kreeg erkenning van het Zionistische Wereldorganisatie, maar beschikte over weinig financiële middelen. Freier benaderde de vakbondsbeweging in Palestina als ook Henrietta Szold, die als oprichtster van Hadassah beschikte over een breed netwerk in Joods Amerika. Szold reageerde aanvankelijk sceptisch, maar draaide bij en werd verantwoordelijk voor de opvang van de jongeren in Palestina.
In 1938 was Freier betrokken bij een poging Oostenrijkse joden te redden. Zij trachtte de vrijlating van deze joden uit de concentratiekampen te realiseren door gebruik te maken van uitreisvergunningen die door de nazi-autoriteiten ter beschikking waren gesteld aan de Reichsvereinigung der Juden in Deutschland, de organisatie de die Duitse joden vertegenwoordigde. Freier gebruikte zonder overleg honderd van deze vergunningen en wist te realiseren dat gevangenen werden vrijgelaten en uiteindelijk Palestina bereikten. Toen bekend werd dat Freier de vergunningen zonder medeweten van de functionarissen van de Reichsvereiniging had gebruikt, werd zij uit haar positie als directeur van Jeugdalijah gezet.
Freier bleef tot midden 1940 in nazi-Duitsland en wist vervolgens uit te wijken naar Joegoslavië en kwam in 1941 aan in Palestina. Ze speelde in Palestina geen rol meer in Jeugdalijah. In 1943 richtte Freier een organisatie op die tot doel had kinderen uit arme gezinnen een opleiding te bieden in een kibboets.

## Muziek en opera
In 1958 richtte Freier een fonds op voor Israëlische componisten. In 1966 startte ze samen met de componist Roman Haubenstock-Ramati het festival "Testimonium" ("Getuigenis"), bedoeld om verhalen over belangrijke gebeurtenissen in de geschiedenis van het joodse volk op muziek te zetten. Zij wist hier prominente joodse en niet-joodse componisten bij te betrekken, zoals Ben-Zion Orgad, Mauricio Kagel, Karlheinz Stockhausen, Iannis Xenakis, Lukas Foss en anderen. Ze schreef ook een aantal libretti voor Israëlische componisten, waaronder Amnon en Tamar van Josef Tal (1958), Chamber Scenes from the Life of Süsskind von Trimberg van Mark Kopytman (1982) en Trail 19 van Yitzchak Sadai (1982).

## Erkenning en nagedachtenis
Freier kreeg in 1975 een eredoctoraat van de Hebreeuwse Universiteit van Jeruzalem voor het als eerste ontwikkelen van "georganiseerd transport van jongeren naar kibbutzim". In 1981 ontving ze de Israël-prijs, de hoogste culturele prijs in Israël, voor haar bijzondere bijdrage op het gebied van sociaal welzijn, gemeenschap en jeugd. In Berlijn is ter nagedachtenis aan haar een plaquette aangebracht bij Fasanenstraße 79-80.
- Bibliothèque nationale de France: cb11457469s (data)
- Gemeinsame Normdatei: 130513245
- International Standard Name Identifier: 0000 0001 2005 7563
- Library of Congress Control Number: n85269791
- Nationale Bibliotheek van Israël: 987007261481605171
- Nederlandse Thesaurus van Auteursnamen: 072303859
- SNAC: w6hg34nm
- Virtual International Authority File: 8495751
- WorldCat: E39PBJdRxfgmVcTK9xghv983cP